# Антонов Ан-225
Антонов Ан-225 Мрија (укр. Антонов Ан-225 Мрiя; Мрiя значи „Сан“) био је теретни авион и уједно највећи авион на свету. Произведен у Совјетском Савезу. Настао на основу нешто мањег Антонова Ан-124 Руслан. Првобитно развијен за потребе совјетског свемирског програма, првенствено за транспорт орбитера спејс-шатла Буран који се превозио прикачен у посебном жлијебу на „леђима“ овог авиона. Од 2001. се користи у комерцијалном теретном саобраћају. Први лет је обављен 21. децембра 1988. а до данас је направљен само један примјерак мада је планирано да се заврши други давно започет Ан-225 до краја 2008.
Уништен је у свом хангару 27. фебруара 2022. године током руске инвазије Украјине.

## Спецификације
Опште карактеристике
- посада: 6 чланова
- носивост: 250 t
- димензије карго врата: 440 x 640 cm
- дужина: 84,0 m
- распон крила: 88,4 m
- висина: 18,1 m
- површина крила: 905.0 m²
- запремина товарног простора: 1300 m³
- маса празног авиона: 285.000 kg
- максимална маса при полетању: 640.000 kg
- мотори: 6 x турбомлазни ZMKB Progress D-18, 229.5 kN сваки
- дужина полетне стазе: 3.500 m са максималним теретом

Перформансе
- максимална брзина: 850 km/h (460 чворова)
- крстарећа брзина: 800 km/h (430 чворова)
- долет:

- са максималним теретом: 4.000 km
- са максималним горивом: 15.400 km

- плафон лета: 11.000 m
- однос снага/маса: 0,234

## Поређење са другим авионима
| Авион             | Антонов Ан-225 | Антонов Ан-124 | Боинг 737-100 | Боинг 747-400 | С-17 Глоубмастер | Ербас А380 | Ц-5 Галакси |
| ----------------- | -------------- | -------------- | ------------- | ------------- | ---------------- | ---------- | ----------- |
| Дужина            | 84,4 m         | 69,1 m         | 28,7 m        | 70,6 m        | 53 m             | 73 m       | 73,3 m      |
| Распон крила      | 88,4 m         | 68,96 m        | 28,4 m        | 60,4 m        | 51,75 m          | 79,8 m     | 67,89 m     |
| Висина            | 18,1 m         | 20,76 m        | 11,3 m        | 19,4 m        | 16,8 m           | 24,1 m     | 19,84 m     |
| Маса (празан)     | 175 t          | 175 t          | 25,878 t      | 178,756 t     | 125,6 t          | 276,8 t    | 170 t       |
| Максимална маса   | 640 t          | 405 t          | 49,940 t      | 396,890 t     | 265,5 t          | 560 t      | 349 t       |
| Крстарећа брзина  | 750 km/h       | 800 km/h       | 852 km/h      | 913 km/h      | 720 km/h         | 912 km/h   | 830 km/h    |
| Максимална брзина | 850 km/h       | 865 km/h       | 943 km/h      | 1093 km/h     | 830 km/h         | 953 km/h   | 920 km/h    |
| Максималан долет  | 15 400 km      | 5 400 km       | 3 440 km      | 13 450 km     | 4 400 km         | 15 000 km  | 6 033 km    |
| Носивост          | 250 t          | 150 t          | /             | 112,7 t       | 77,5 t           | 149,8 t    | 122,4 t     |